# L'Avare (film, 1990)
Ne doit pas être confondu avec Avaro.
Pour les articles homonymes, voir L'Avare (homonymie).
Pour plus de détails, voir Fiche technique et Distribution.
L'Avare (L'avaro) est une comédie italienne réalisée par Tonino Cervi, sortie en 1990, avec comme interprètes principaux Alberto Sordi, Laura Antonelli, Miguel Bosé, Marie Laforêt et Christopher Lee.

## Synopsis
Harpagon vit à Rome dans les années 1600. Pour éviter de se marier avec la sœur du cardinal Spinosi  déjà mariée trois fois par intérêt et dont les maris sont tous morts dans des circonstances mystérieuses, il invente un mensonge selon lequel il est prêt à se marier avec une femme déjà enceinte. Il demande à Frosina, tenancière d’une maison close de vite lui trouver une femme convenable.
Harpagon a deux enfants : Cléante et Elise. Son fils veut épouser la jeune Marianne mais son père refuse tout net de lui prêter de l’argent tandis qu’Elise a une liaison secrète avec Valerio, le serviteur de son père. Harpagon a d’autres ambitions pour ses enfants : deux mariages avec des personnes âgées très riches.

## Analyse
Dix ans après l'adaptation de Louis de Funès, les studios italiens tentent, à leur tour, leur adaptation de l'universelle pièce de Molière, L'Avare. Mais contrairement à son prédécesseur français, parfaitement fidèle aux dialogues originaux, cette version italienne en propose une vision nettement plus libre, n'hésitant pas à intervenir, non seulement dans le texte, mais également dans l'intrigue, où nouveaux personnages et nouvelles situations viennent étoffer l'action.
Le contexte, en outre, est ici modifié: si nous restons toujours dans le XVIIe siècle contemporain du dramaturge français, le récit a été transposé à Rome. Empruntant davantage à la tradition de la commedia dell'arte que de la comédie française, le film, tout comme ses personnages, prend donc une teinte plus typiquement italienne.
Fidèle à sa frilosité vis-à-vis d'adaptations par des étrangers de ses grands classiques, le public français n'accorda guère d'intérêt à cette libre variation qui connut du reste une sortie quasi inexistante en France.

## Fiche technique
Sauf indication contraire, les informations mentionnées dans cette section peuvent être confirmées par la base de données cinématographiques IMDb,  présente dans la section « Liens externes ».
- Titre français : L'Avare[1]
- Titre original : L'avaro
- Réalisation : Tonino Cervi
- Scénario : Alberto Sordi, Rodolfo Sonego, Tonino Cervi et Cesare Frugoni
- Producteur : Tonino Cervi
- Musique : Piero Piccioni
- Montage : Nino Baragli
- Directeur de la photographie : Armando Nannuzzi
- Costumes : Tireli, Alberto Verso
- Genre : Comédie
- Année : 1990
- Durée : 117 minutes
- Pays :  Italie

## Distribution
- Alberto Sordi : Harpagon
- Franco Interlenghi : Mastro Giacomo
- Christopher Lee : Cardinal Spinosi
- Marie Laforêt : Comtesse Isabella Spinosi
- Laura Antonelli : Frosina
- Lucia Bosè : Donna Elvira
- Nicola Farron (it) : Cleante
- Carlo Croccolo : Mastro Simone
- Valerie Allain : Marianne
- Franco Angrisano : Don Paolino
- Miguel Bosé : Valerio
- Jacques Sernas : Don Guglielmo
- Paolo Paoloni : Le pape
- Anna Kanakis : Anna
- Mattia Sbragia : Oronte

## Autour du film
- Avec Il malato immaginario (1979), Tonino Cervi avait déjà adapté une autre œuvre de Molière, Le Malade imaginaire. La distribution comptait déjà Alberto Sordi et Laura Antonelli, et la musique était également signée Piero Piccioni.